# John Moyr Smith

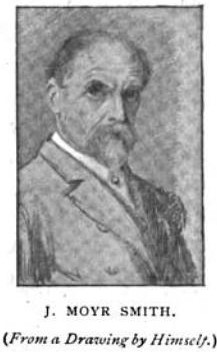
J. Moyr Smith, a partir de um desenho de sua autoria

John Moyr Smith (12 de março de 1839 – 1 de dezembro de 1912) foi um arquiteto e historiador de arquitetura escocês, mais tarde conhecido como artista e designer, tem reputação por seus trabalhos em azulejos de cerâmica.

## Vida
Smith nasceu em 12 de março de 1839, no número 43 da John Street, em Glasgow, filho de David Smith, comerciante de vinhos e bebidas destiladas, e de sua esposa, Margaret Moire. Em 1855, foi contratado como arquiteto por James Salmon e, por volta de 1859, mudou-se para o escritório de James Smith, onde trabalhou nos detalhes da Overtoun House. A partir de 1857, frequentou a Escola de Arte de Glasgow. Foi presidente da Associação de Arquitetura de Glasgow.
Trabalhando em Overtoun, ele conheceu vários artistas altamente qualificados envolvidos em sua decoração: William Leiper; Bruce Talbert e Daniel Cottier.
Trabalhando com Melvin, ele concluiu o projeto da Biblioteca de Stirling em Glasgow após a morte de Smith. Logo depois (por volta de 1864), mudou-se para o sul, para o estúdio de Alfred Darbyshire, onde também conheceu Henry Stacy Marks. Em 1866, mudou-se para Londres como assistente de George Gilbert Scott.
Em 1869, ele foi a Paris para conhecer Gustave Doré.
Em 1873, projetou uma casa para si: Doune Lodge, no número 27 da Oxford Road, em Putney, onde morou com a mãe e a irmã solteira, Christina. Sozinho desde 1891, mudou-se para uma casa menor em 1894: Bloomfield, na Queen's Road, em Richmond.

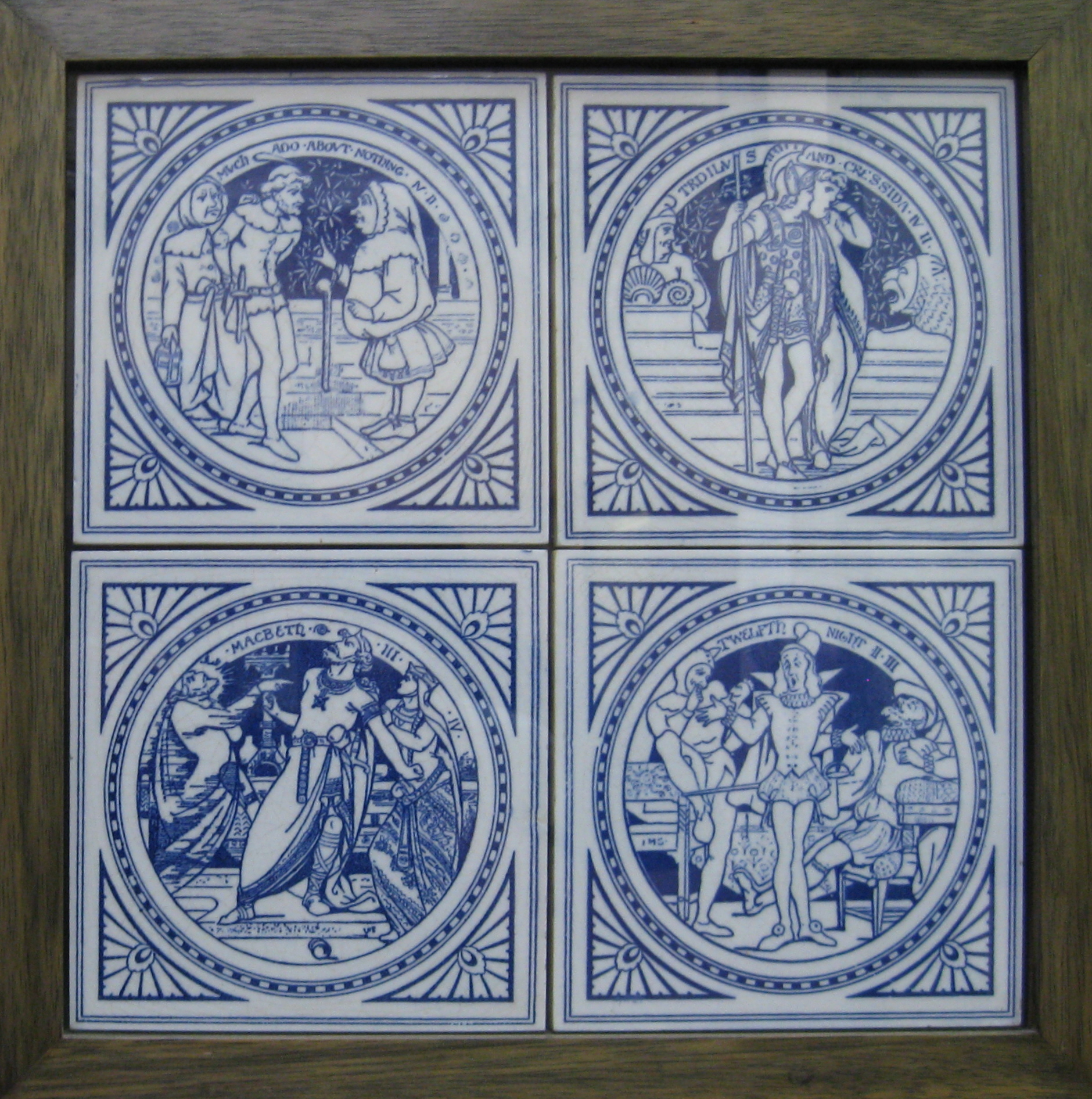
Azulejos de Shakespeare, 1872, projetados por John Moyr Smith e feitos por Mintons

Ele morreu em Oakbank Cottage, em Kilcreggan, em 1º de dezembro de 1912.
An example of his work is the interior of the Great Hall of the former Holloway Sanatorium, now in Virginia Park, an exclusive housing development near Virginia Water, Surrey, England.

## Publicações
- Colaborador da revista Fun desde 1866

- Studies for Pictures: A Medley (1868)
- Álbum de Figuras Decorativas (1882)
- Traje feminino grego antigo (1882)
- Ornamental Interiors Ancient and Modern (1888)